# Memorial Erico Verissimo
O Memorial Erico Verissimo, localizado no Espaço Força e Luz, é um local de grande importância para a preservação e celebração da vida e obra do renomado escritor gaúcho Erico Verissimo.

## Acervo
Inaugurado em 20 de setembro de 2013, o MEV abriga um acervo que inclui manuscritos originais e mais de três mil itens relacionados ao autor. o Memorial é composto pelo conjunto de objetos e ações viabilizadas a partir da aquisição e institucionalização dos acervos de Mario de Almeida Lima e Flávio Loureiro Chaves, amigos de Erico. São originais datilografados com inúmeras observações manuscritas, cadernos de anotações, desenhos, correspondências e fotos, ocupando o 3º e 6º andar do centro cultural.
No terceiro andar, os visitantes podem desfrutar de uma exposição didática e interativa que proporciona um primeiro encontro ou reencontro com a vida e obra de Erico Verissimo. A linha do tempo traça a trajetória do escritor, enquanto filmagens de sua vida e uma maquete representando a cidade fictícia criada em sua obra "Incidente em Antares" enriquecem a experiência.
Já no sexto andar, os visitantes têm a oportunidade de mergulhar nos manuscritos originais de Erico, bem como em suas obras traduzidas e publicadas pela Editora Globo. Esta última desempenhou um papel fundamental em sua carreira, especialmente durante seu período de dedicação às atividades de edição e tradução literária em Porto Alegre. Neste espaço, são exibidos documentos originais, primeiras edições e toda a obra do autor. É um ambiente confortável e propício para aqueles que desejam dedicar algum tempo a uma leitura mais atenta ou a trabalhos de pesquisa relacionados ao escritor.